# Flaçà
Flaçà è un comune spagnolo di 863 abitanti situato nella comunità autonoma della Catalogna.